# Mordella veitchi
Mordella veitchi es una especie de coleóptero de la familia Mordellidae.

## Distribución geográfica
Habita en Fiyi.